# Catedral de San Pablo (Münster)
La catedral de San Pablo (en alemán: St.-Paulus-Dom) es la iglesia catedral de la diócesis de Münster en Alemania que está dedicada a san Pablo. Se cuenta entre los edificios de las iglesias más importantes de Münster y, junto con el Ayuntamiento, es uno de los símbolos de la ciudad.
La catedral se encuentra en el corazón de la ciudad, en una pequeña colina llamada Horsteberg, que está rodeada por las calles Roggenmarkt, Rothenburg  y Prinzipalmarkt y por el río Münstersche Aa. Esta zona, que también contiene el Domplatz y los edificios circundantes  estaba el viejo Domburg. Hoy en día la catedral es la iglesia parroquial de esta área. Al oeste de la catedral se encuentra el palacio del obispo y parte del antiguo complejo de la curia junto con la estructura de la catedral actual.
La catedral tuvo dos predecesoras. La primera catedral (llamada Ludgerus Dom, 805 a 1377) se situaba al norte de la actual catedral y la segunda catedral fue construida en el siglo XI o XII y fue demolida durante la construcción de la tercera y actual catedral entre 1225 y 1264.

Interiores (marzo de 2019)
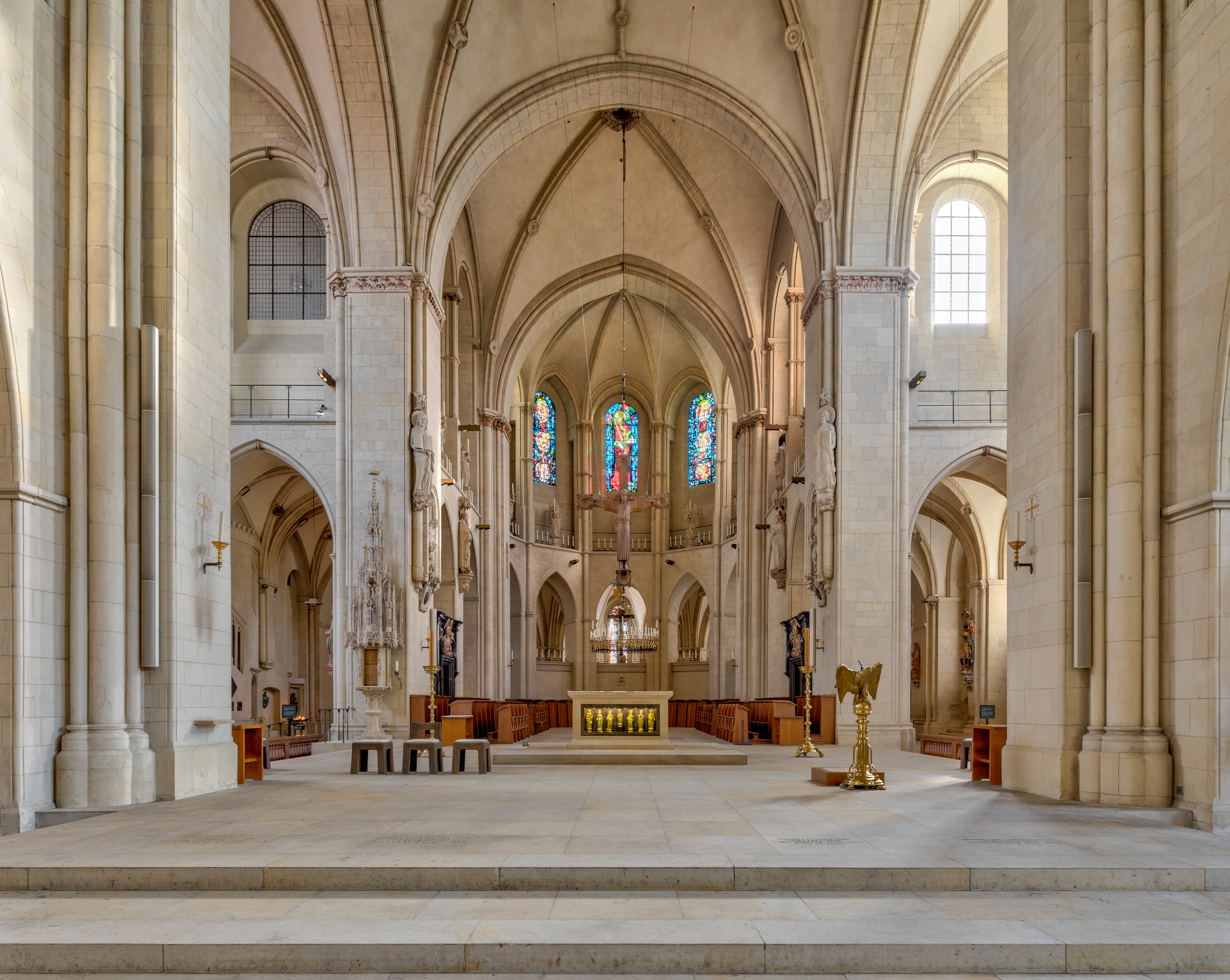
Vista general del coro
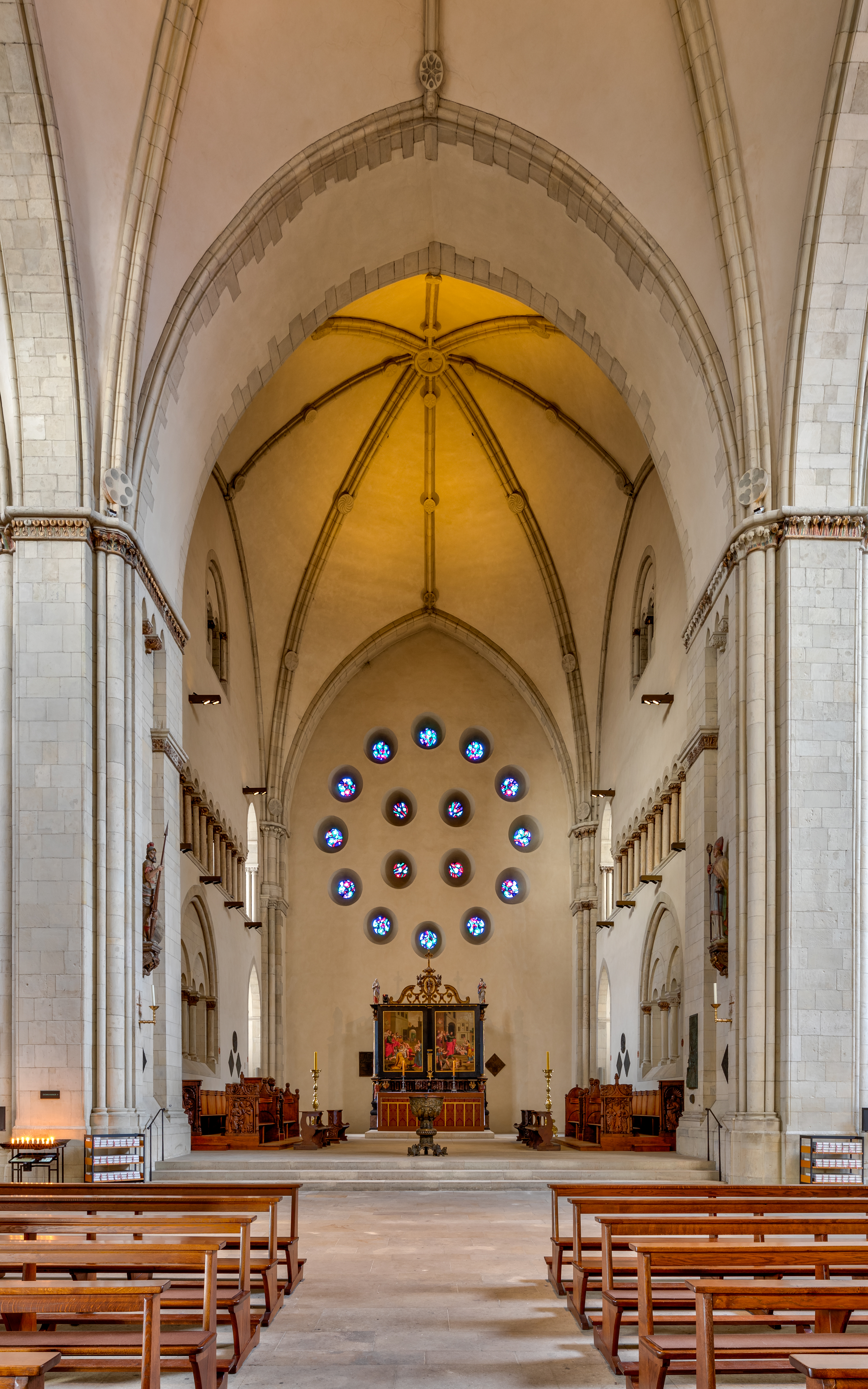
El antiguo coro
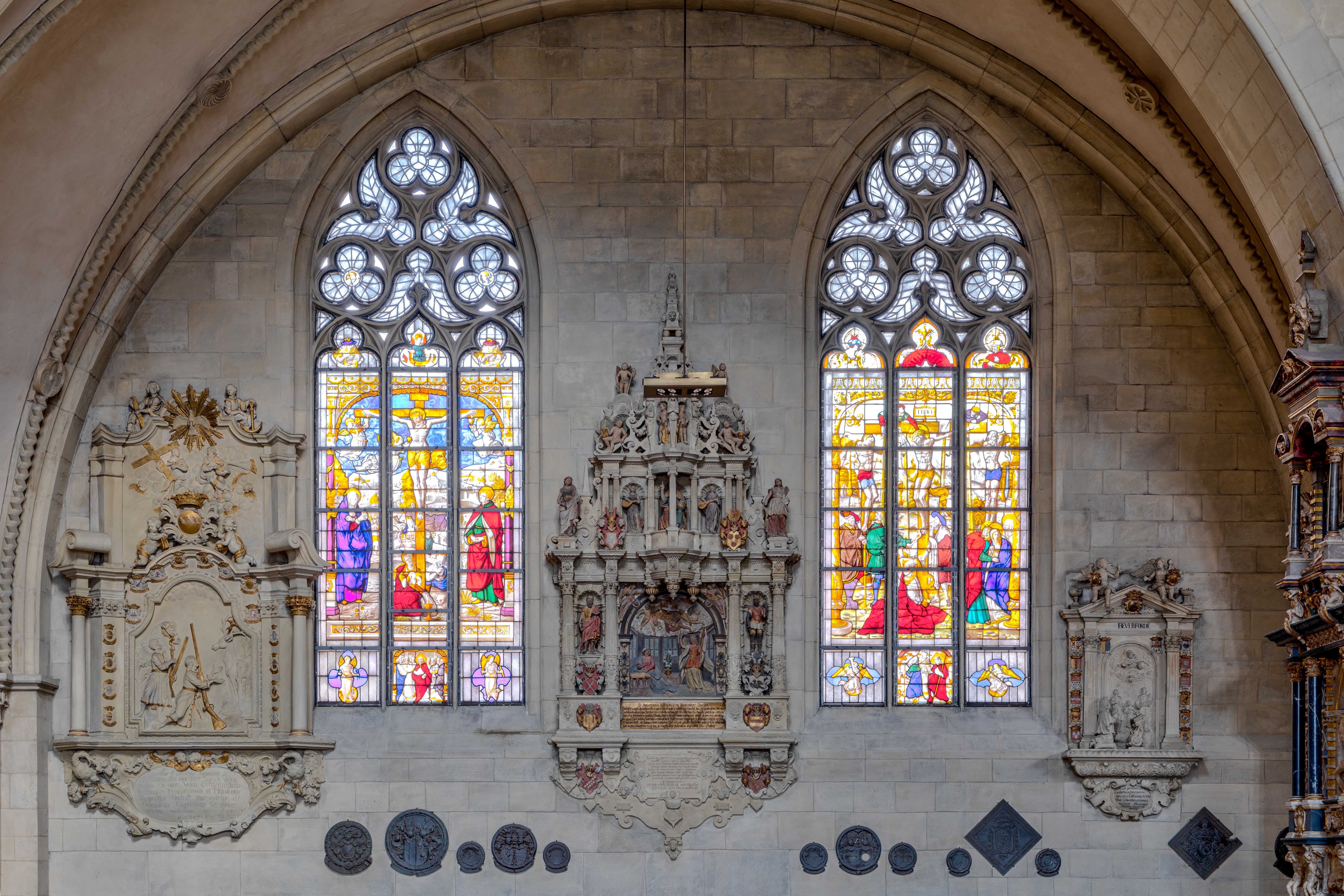
Vidrieras en el ala noreste
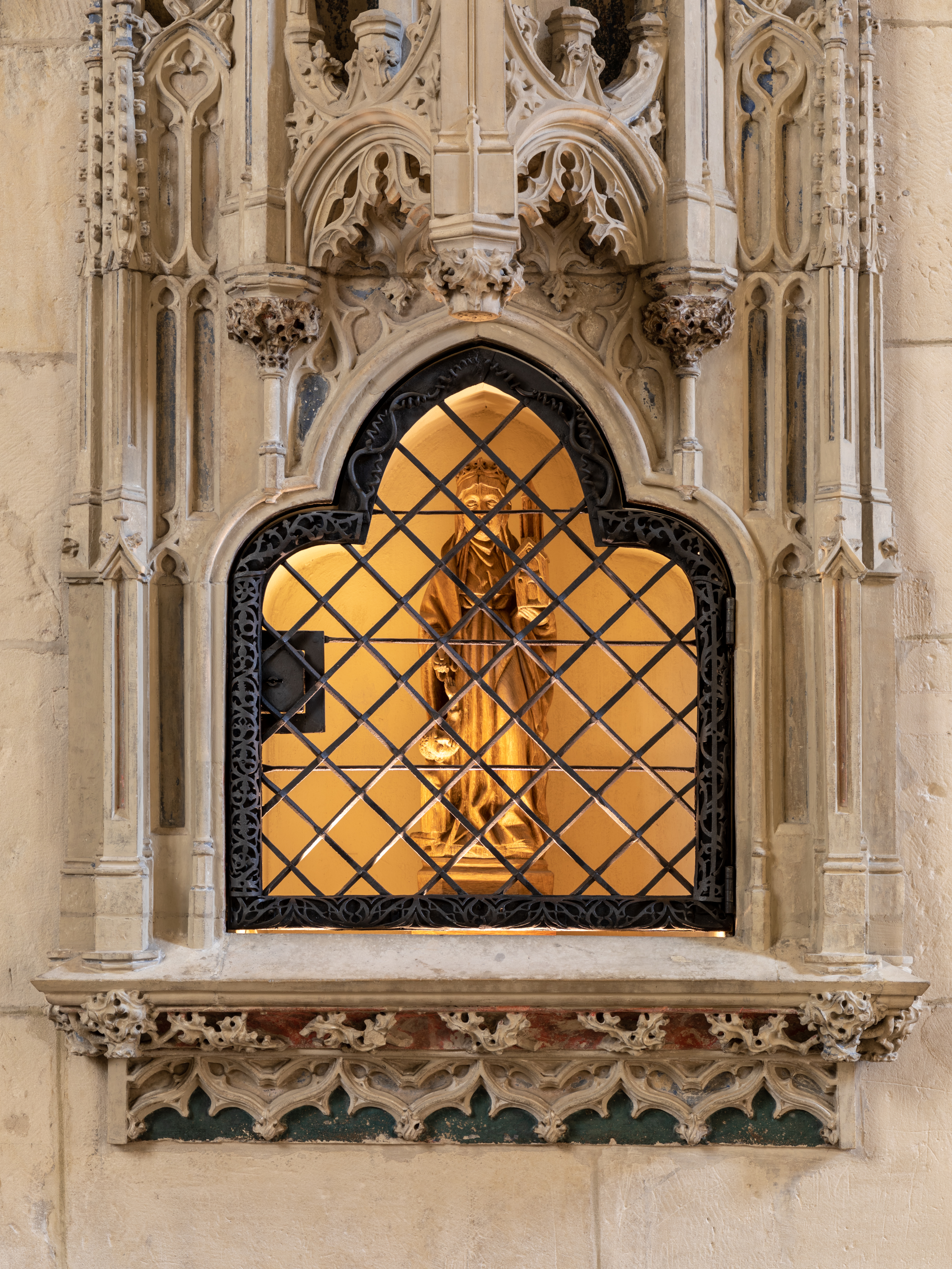
Estatuilla en la catedral.

.